# Eulithis molliculata
Eulithis molliculata är en fjärilsart som beskrevs av Walker 1862. Eulithis molliculata ingår i släktet Eulithis och familjen mätare. Inga underarter finns listade i Catalogue of Life.